# TwinVQ
TwinVQ (англ. Transform-domain Weighted Interleave Vector Quantization — векторное квантование с трансформными доменами и взвешенным чередованием) — формат кодирования аудио с потерями, разработанный в лаборатории NTT Human Interface Labolatories в Японии.
Формат файлов имеет расширение *.vqf (Vector Quantization File).
В 1998 году технология была лицензирована Yamaha Corporation, которая продолжила её развитие под фирменным названием SoundVQ.
VQF-файлы примерно на 30-35 % меньше, чем MP3, при одинаковом качестве звука. Потоку 128 Кбит/с у файлов MP3 соответствует поток 96 Кбит/с у VQF-файлов. У этих достоинств есть и обратная сторона. При декодировании загрузка процессора также на 30 % выше, чем при декодировании MP3. Это определяет повышенные требования к компьютеру, на котором планируется проигрывать такие файлы.
Тесты показывают превосходство TwinVQ по всем параметрам на нижних частотах и гораздо меньшее искажение формы сигнала с большим динамическим диапазоном (реальная музыка). Однако по завалу верхних частот звукового спектра TwinVQ на 2-3 дБ уступает MP3 на частотах выше 15 кГц. Это впрочем, легко компенсируется настройкой эквалайзера плеера, что по утверждению разработчика формата ставит TwinVQ на ступень выше по качеству звука по сравнению с MP3.